# Kiss Gyula (író)
Kiss Gyula (Budapest, 1893. március 20. – Budapest, 1923. november 25.) magyar színész, író, drámaíró, műfordító, szerkesztő.

## Életútja
Színészi pályáját 1918-ban kezdte a marosvásárhelyi Szabó Pál társulatnál, majd a Kovács Imre társulatban (1922/23) és a nagyváradi Parlagi Lajos társulatban játszott (1922/23).
Szerkesztésében jelent meg Marosvásárhelyen az egyetlen számot megért A Holnap (1919), majd a Rivalda című színházi és irodalmi hetilap (1919-20). Itt és az Osváth Kálmán szerkesztésében megindult Zord Idő hasábjain jelentek meg Heine-fordításai (1921). A Szász Béla alapításában ugyancsak Marosvásárhelyen kiadott Színházi Hét munkatársa. A KZST negyvenéves fennállása ünnepén mutatták be Balassa Erdélyben c. játékát Dékániné Máthé Mariska magyar táncaival és dalaival (1921).
Sokoldalú tehetségét korai idegbaja miatt már nem tudta kibontakoztatni, 1923-ban beutalták a lipótmezői gyógyintézetbe, ahol önkezével vetett véget életének.

## Szerepeiből
- Jago (Shakespeare: Othello)
- Lucifer (Madách Imre: Az ember tragédiája)

### Címszerepei
- Katona József: Bánk bán
- Shakespeare: Hamlet
- Molière: Tartuffe

## Kötetei
- Sztrájkol a halál (regény, Marosvásárhely, 1919)
- A Matrác-sír virágai (Heine-fordítások, Marosvásárhely, 1922)